# 大黑森山

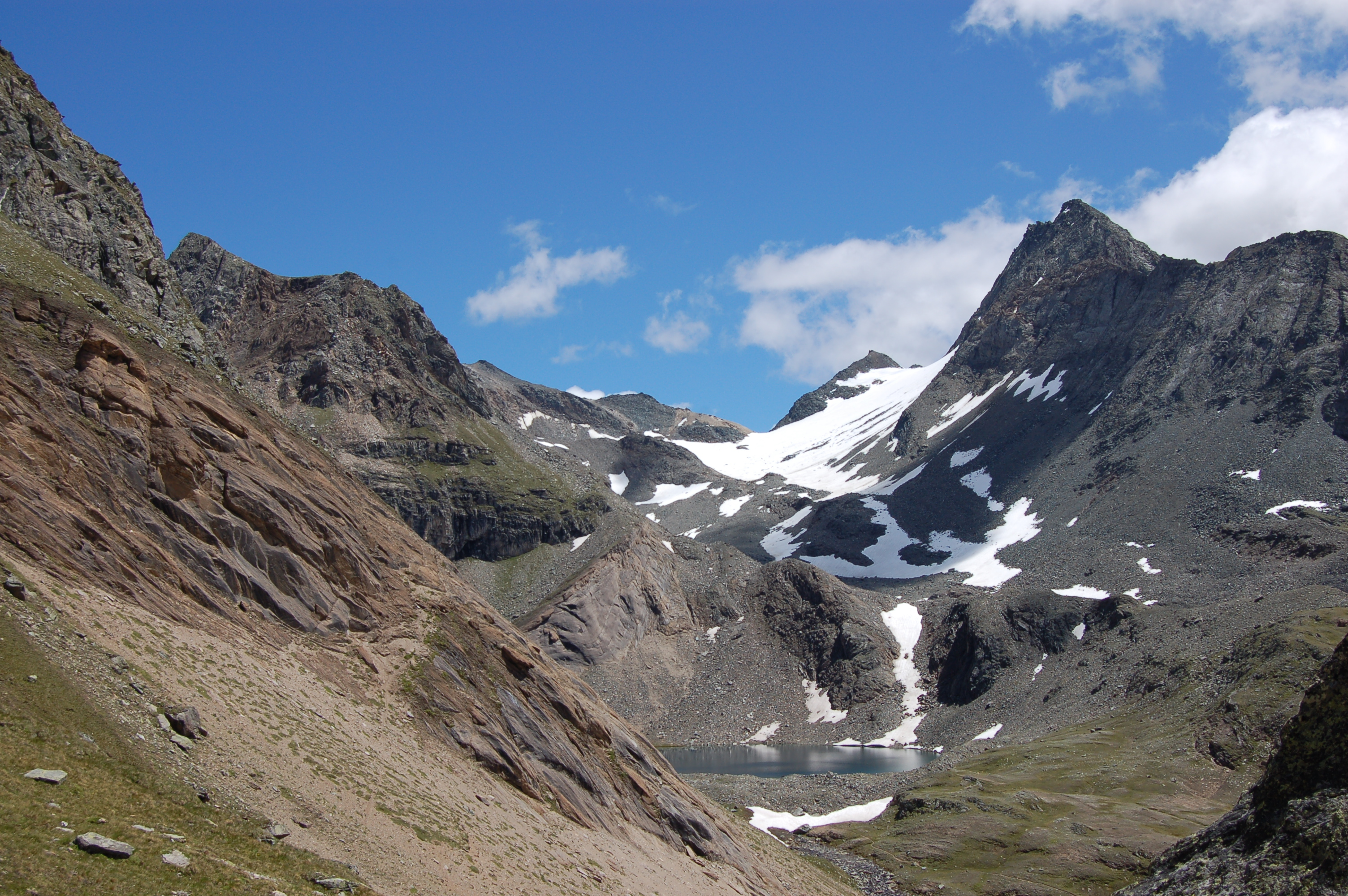

大黑森山（德語：Großer Hexenkopf），是奧地利的山峰，位於該國西部，由蒂羅爾州負責管轄，屬於維內迪傑山脈的一部分，海拔高度3,314米，人類在1898年8月13日首次登頂。